# Pizzi (calciatore)
Luis Miguel Afonso Fernandes, noto come Pizzi (Braganza, 6 ottobre 1989), è un calciatore portoghese, centrocampista dell'Estoril Praia.
Con la nazionale portoghese ha vinto la UEFA Nations League 2018-2019.

## Carriera

### Club
Nativo di Braganza, inizia a giocare nel G.D. Bragança, nella terza serie portoghese, nel 2007. Un anno dopo si trasferisce al Braga, dove rimane qualche mese, prima di essere girato in prestito al Covilhã, in seconda serie, nel 2009. Il 10 gennaio 2010 si accasa, sempre in prestito, al Paços Ferreira. Nel 2010-2011 segna 7 gol in campionato, saltando solo tre partite. L'8 maggio 2011 realizza una tripletta nella partita pareggiata per 3-3 contro il Porto, l'unica in cui il Porto non vince in casa in campionato in quella stagione. Il 3 marzo segna una doppietta nella gara vinta per 3-4 sul campo del Nacional nella semifinale di ritorno di Coppa di Lega, portando i suoi in finale.
Il 30 agosto 2011 si trasferisce all'Atlético Madrid in prestito annuale con opzione per il riscatto a 13,5 milioni di euro. Il 18 settembre esordisce nella Liga entrando al posto di Radamel Falcao nel secondo tempo della partita vinta per 4-0 in casa contro il Racing Santander. Segna l'unico gol con l'Atlético il 20 novembre aprendo le marcature nella gara vinta per 3-2 in casa contro il Levante. In totale ottiene solo 15 presenze stagionali, di cui 3 nella vittoriosa campagna in Europa League.
Nell'estate del 2012 è ceduto in prestito al Deportivo La Coruña, con cui segna 8 gol in 35 presenze in campionato. Nel luglio 2013 si trasferisce al Benfica per 6 milioni di euro ed è immediatamente girato in prestito all'Espanyol, dove rimane per una stagione, caratterizzata da 28 presenze e 3 reti nella Liga spagnola.
Nell'estate del 2014 rientra al Benfica, dove da ala passa a ricoprire il ruolo di centrocampista centrale. Il 5 ottobre 2014 esordisce con il Benfica in Primeira Liga, nella partita vinta in casa per 4-0 contro l'Arouca. Il 14 gennaio 2015 segna su calcio di rigore il primo gol con la squadra di Lisbona nella sfida vinta per 4-0 contro l'Arouca al primo turno della Coppa di Lega portoghese. Il 28 febbraio arriva anche il primo gol in campionato, nel match vinto per 6-0 contro l'Estoril Praia.
Nel 2016-2017 realizza 12 gol in 48 partite stagionali, contribuendo alla vittoria del double scudetto-Coppa di Portogallo. Da ottobre a dicembre è votato per tre volte Giocatore del mese e poi Giocatore della stagione della Primeira Liga.
Il 1º dicembre 2017, durante la partita contro il Porto, è attaccato alle spalle da un sostenitore del Porto che aveva invaso il campo.
Il 10 agosto 2018 segna una tripletta in meno di 45 minuti di gioco nel primo tempo della sfida di campionato vinta per 3-2 in casa contro il Vitória Guimarães.
Dopo 8 stagioni con la maglia del Benfica, viene ceduto in prestito nel febbraio del 2022 al İstanbul Başakşehir. Al termine del prestito in Turchia farà ritorno al Benfica, ma non rientrando nei piani dell'allenatore Roger Schmidt passa a parametro zero al Al-Wahda, squadra che milita nel campionato emiro, firmando un contratto fino al 2024.

### Nazionale
Dopo aver militato con la nazionale under-19 e con la nazionale Under-21 portoghese, il 14 novembre 2012 esordisce con la nazionale maggiore lusitana in amichevole contro il Gabon, segnando su calcio di rigore a Libreville (2-2 il risultato finale).
È convocato per la Confederations Cup 2017 in Russia, nel corso della quale scende in campo in due partite. Il Portogallo chiude il torneo al terzo posto.

## Statistiche

### Presenze e reti nei club
Aggiornate al 6 febbraio 2024.
| Stagione                 | Squadra                  | Campionato               | Campionato | Campionato | Coppe nazionali | Coppe nazionali | Coppe nazionali | Coppe continentali | Coppe continentali | Coppe continentali | Altre coppe | Altre coppe | Altre coppe | Totale | Totale |
| Stagione                 | Squadra                  | Comp                     | Pres       | Reti       | Comp            | Pres            | Reti            | Comp               | Pres               | Reti               | Comp        | Pres        | Reti        | Pres   | Reti   |
| ------------------------ | ------------------------ | ------------------------ | ---------- | ---------- | --------------- | --------------- | --------------- | ------------------ | ------------------ | ------------------ | ----------- | ----------- | ----------- | ------ | ------ |
| 2007-2008                | Bragança                 | CP                       | 4          | 1          | -               | -               | -               | -                  | -                  | -                  | -           | -           | -           | 4      | 1      |
| 2008-2009                | Ribeirão                 | CP                       | 25         | 1          | -               | -               | -               | -                  | -                  | -                  | -           | -           | -           | 25     | 1      |
| 2009-gen. 2010           | Covilhã                  | SL                       | 14         | 4          | -               | -               | -               | -                  | -                  | -                  | -           | -           | -           | 14     | 4      |
| gen.-giu. 2010           | Paços Ferreira           | PL                       | 15         | 1          | CP+CdL          | 4+4             | 1+0             | -                  | -                  | -                  | -           | -           | -           | 23     | 2      |
| 2010-2011                | Paços Ferreira           | PL                       | 27         | 7          | CP+CdL          | 2+6             | 1+3             | -                  | -                  | -                  | -           | -           | -           | 35     | 11     |
| Totale Paços de Ferreira | Totale Paços de Ferreira | Totale Paços de Ferreira | 42         | 8          |                 | 16              | 5               |                    | -                  | -                  |             | -           | -           | 58     | 13     |
| ago. 2011                | Braga                    | PL                       | 2          | 0          | CP+CdL          | 0+0             | 0               | UCL                | 0                  | 0                  | -           | -           | -           | 2      | 0      |
| 2011-2012                | Atlético Madrid          | PD                       | 11         | 1          | CR              | 2               | 0               | UEL                | 3                  | 0                  | -           | -           | -           | 16     | 1      |
| 2012-2013                | Deportivo La Coruña      | PD                       | 35         | 8          | CR              | 1               | 0               | -                  | -                  | -                  | -           | -           | -           | 36     | 8      |
| 2013-2014                | Espanyol                 | PD                       | 28         | 3          | CR              | 6               | 1               | -                  | -                  | -                  | -           | -           | -           | 34     | 4      |
| 2014-2015                | Benfica                  | PL                       | 23         | 2          | CP+CdL          | 2+5             | 0+2             | UCL                | 1                  | 0                  | SP          | -           | -           | 31     | 4      |
| 2015-2016                | Benfica                  | PL                       | 31         | 8          | CP+CdL          | 2+3             | 0               | UCL                | 10                 | 0                  | SP          | 1           | 0           | 47     | 8      |
| 2016-2017                | Benfica                  | PL                       | 33         | 10         | CP+CdL          | 7+3             | 2+0             | UCL                | 8                  | 0                  | SP          | 1           | 1           | 52     | 13     |
| 2017-2018                | Benfica                  | PL                       | 33         | 6          | CP+CdL          | 3+2             | 0               | UCL                | 6                  | 0                  | SP          | 1           | 0           | 45     | 6      |
| 2018-2019                | Benfica                  | PL                       | 34         | 13         | CP+CdL          | 4+3             | 0               | UCL+UEL            | 10+4               | 2+0                | -           | -           | -           | 55     | 15     |
| 2019-2020                | Benfica                  | PL                       | 34         | 18         | CP+CdL          | 7+1             | 5+0             | UCL+UEL            | 6+2                | 3+2                | SP          | 1           | 2           | 51     | 30     |
| 2020-2021                | Benfica                  | PL                       | 32         | 6          | CP+CdL          | 6+2             | 1+2             | UCL+UEL            | 1+8                | 0+7                | SP          | 0           | 0           | 49     | 16     |
| 2021-feb. 2022           | Benfica                  | PL                       | 14         | 1          | CP+CdL          | 3+4             | 0+1             | UCL                | 9                  | 0                  | -           | -           | -           | 30     | 2      |
| Totale Benfica           | Totale Benfica           | Totale Benfica           | 221        | 64         |                 | 54              | 13              |                    | 65                 | 14                 |             | 4           | 3           | 359    | 94     |
| feb.-giu. 2022           | İstanbul Başakşehir      | SL                       | 10         | 1          | TK              | 0               | 0               | -                  | -                  | -                  | -           | -           | -           | 10     | 1      |
| 2022-feb. 2023           | Al-Wahda                 | UAEPL                    | 12         | 1          | PC+PC+CdL       | 1+1+4           | 0+0+1           | -                  | -                  | -                  | -           | -           | -           | 18     | 2      |
| feb.-giu. 2023           | Braga                    | PL                       | 16         | 2          | CP+CdL          | 4+0             | 1+0             | UECL               | 1                  | 0                  | -           | -           | -           | 21     | 3      |
| 2023-2024                | Braga                    | PL                       | 28         | 1          | CP+CdL          | 3+4             | 0+1             | UCL+UEL            | 6+2                | 5+0                |             | -           | -           | 43     | 4      |
| Totale Braga             | Totale Braga             | Totale Braga             | 46         | 3          |                 | 11              | 2               |                    | 9                  | 5                  |             | -           | -           | 66     | 7      |
| Totale carriera          | Totale carriera          | Totale carriera          | 448        | 95         |                 | 96              | 22              |                    | 74                 | 14                 |             | 5           | 3           | 641    | 136    |

### Cronologia presenze e reti in nazionale
| Cronologia completa delle presenze e delle reti in nazionale ― Portogallo | Cronologia completa delle presenze e delle reti in nazionale ― Portogallo | Cronologia completa delle presenze e delle reti in nazionale ― Portogallo | Cronologia completa delle presenze e delle reti in nazionale ― Portogallo | Cronologia completa delle presenze e delle reti in nazionale ― Portogallo | Cronologia completa delle presenze e delle reti in nazionale ― Portogallo | Cronologia completa delle presenze e delle reti in nazionale ― Portogallo | Cronologia completa delle presenze e delle reti in nazionale ― Portogallo |
| Data                                                                      | Città                                                                     | In casa                                                                   | Risultato                                                                 | Ospiti                                                                    | Competizione                                                              | Reti                                                                      | Note                                                                      |
| ------------------------------------------------------------------------- | ------------------------------------------------------------------------- | ------------------------------------------------------------------------- | ------------------------------------------------------------------------- | ------------------------------------------------------------------------- | ------------------------------------------------------------------------- | ------------------------------------------------------------------------- | ------------------------------------------------------------------------- |
| 14-11-2012                                                                | Libreville                                                                | Gabon                                                                     | 2 – 2                                                                     | Portogallo                                                                | Amichevole                                                                | 1                                                                         |                                                                           |
| 14-8-2013                                                                 | Faro                                                                      | Portogallo                                                                | 1 – 1                                                                     | Paesi Bassi                                                               | Amichevole                                                                | -                                                                         | 64’                                                                       |
| 31-3-2015                                                                 | Estoril                                                                   | Portogallo                                                                | 0 – 2                                                                     | Capo Verde                                                                | Amichevole                                                                | -                                                                         | 35’                                                                       |
| 16-6-2015                                                                 | Ginevra                                                                   | Italia                                                                    | 0 – 1                                                                     | Portogallo                                                                | Amichevole                                                                | -                                                                         | 87’                                                                       |
| 25-3-2017                                                                 | Lisbona                                                                   | Portogallo                                                                | 3 – 0                                                                     | Ungheria                                                                  | Qual. Mondiali 2018                                                       | -                                                                         | 83’                                                                       |
| 28-3-2017                                                                 | Funchal                                                                   | Portogallo                                                                | 2 – 3                                                                     | Svezia                                                                    | Amichevole                                                                | -                                                                         | 46’                                                                       |
| 3-6-2017                                                                  | Estoril                                                                   | Portogallo                                                                | 4 – 0                                                                     | Cipro                                                                     | Amichevole                                                                | 1                                                                         | 60’                                                                       |
| 24-6-2017                                                                 | San Pietroburgo                                                           | Nuova Zelanda                                                             | 0 – 4                                                                     | Portogallo                                                                | Conf. Cup 2017 - 1º turno                                                 | -                                                                         | 46’                                                                       |
| 2-7-2017                                                                  | Mosca                                                                     | Portogallo                                                                | 2 – 1                                                                     | Messico                                                                   | Conf. Cup 2017 - Finale 3º posto                                          | -                                                                         |                                                                           |
| 6-9-2018                                                                  | Lisbona                                                                   | Portogallo                                                                | 1 – 1                                                                     | Croazia                                                                   | Amichevole                                                                | -                                                                         | 61’                                                                       |
| 10-9-2018                                                                 | Lisbona                                                                   | Portogallo                                                                | 1 – 0                                                                     | Italia                                                                    | UEFA Nations League 2018-2019 - 1º turno                                  | -                                                                         | 67’                                                                       |
| 11-10-2018                                                                | Chorzów                                                                   | Polonia                                                                   | 2 – 3                                                                     | Portogallo                                                                | UEFA Nations League 2018-2019 - 1º turno                                  | -                                                                         | 88’                                                                       |
| 17-11-2018                                                                | Milano                                                                    | Italia                                                                    | 0 – 0                                                                     | Portogallo                                                                | UEFA Nations League 2018-2019 - 1º turno                                  | -                                                                         |                                                                           |
| 25-3-2019                                                                 | Lisbona                                                                   | Portogallo                                                                | 1 – 1                                                                     | Serbia                                                                    | Qual. Euro 2020                                                           | -                                                                         | 30’                                                                       |
| 10-9-2019                                                                 | Vilnius                                                                   | Lituania                                                                  | 1 – 5                                                                     | Portogallo                                                                | Qual. Euro 2020                                                           | -                                                                         | 89’                                                                       |
| 14-11-2019                                                                | Faro                                                                      | Portogallo                                                                | 6 – 0                                                                     | Lituania                                                                  | Qual. Euro 2020                                                           | 1                                                                         |                                                                           |
| 17-11-2019                                                                | Lussemburgo                                                               | Lussemburgo                                                               | 0 – 2                                                                     | Portogallo                                                                | Qual. Euro 2020                                                           | -                                                                         | 62’                                                                       |
| Totale                                                                    |                                                                           | Presenze                                                                  | 17                                                                        |                                                                           | Reti                                                                      | 3                                                                         |                                                                           |

## Palmarès

### Club

#### Competizioni nazionali
- Coppa di Lega portoghese: 3

Benfica: 2014-2015, 2015-2016
Braga: 2023-2024
- Campionato portoghese: 3

Benfica: 2014-2015, 2016-2017, 2018-2019
- Supercoppa di Portogallo: 3

Benfica: 2016, 2017, 2019
- Supercoppa di Cipro: 1

APOEL: 2024

#### Competizioni internazionali
- UEFA Europa League: 1

Atlético Madrid: 2011-2012

### Nazionale
- UEFA Nations League: 1

2018-2019

### Individuale
- Miglior giocatore della Supercoppa di Portogallo: 1

2017
- Calciatore portoghese dell'anno: 1

2017
- Capocannoniere della Primeira Liga: 1

2019-2020 (18 gol, a pari merito con Mehdi Taremi e Carlos Vinícius)
- Capocannoniere dell'Europa League: 1

2020-2021 (7 reti, a pari merito con Borja Mayoral, Yusuf Yazıcı, Gerard Moreno)